# Fototubo

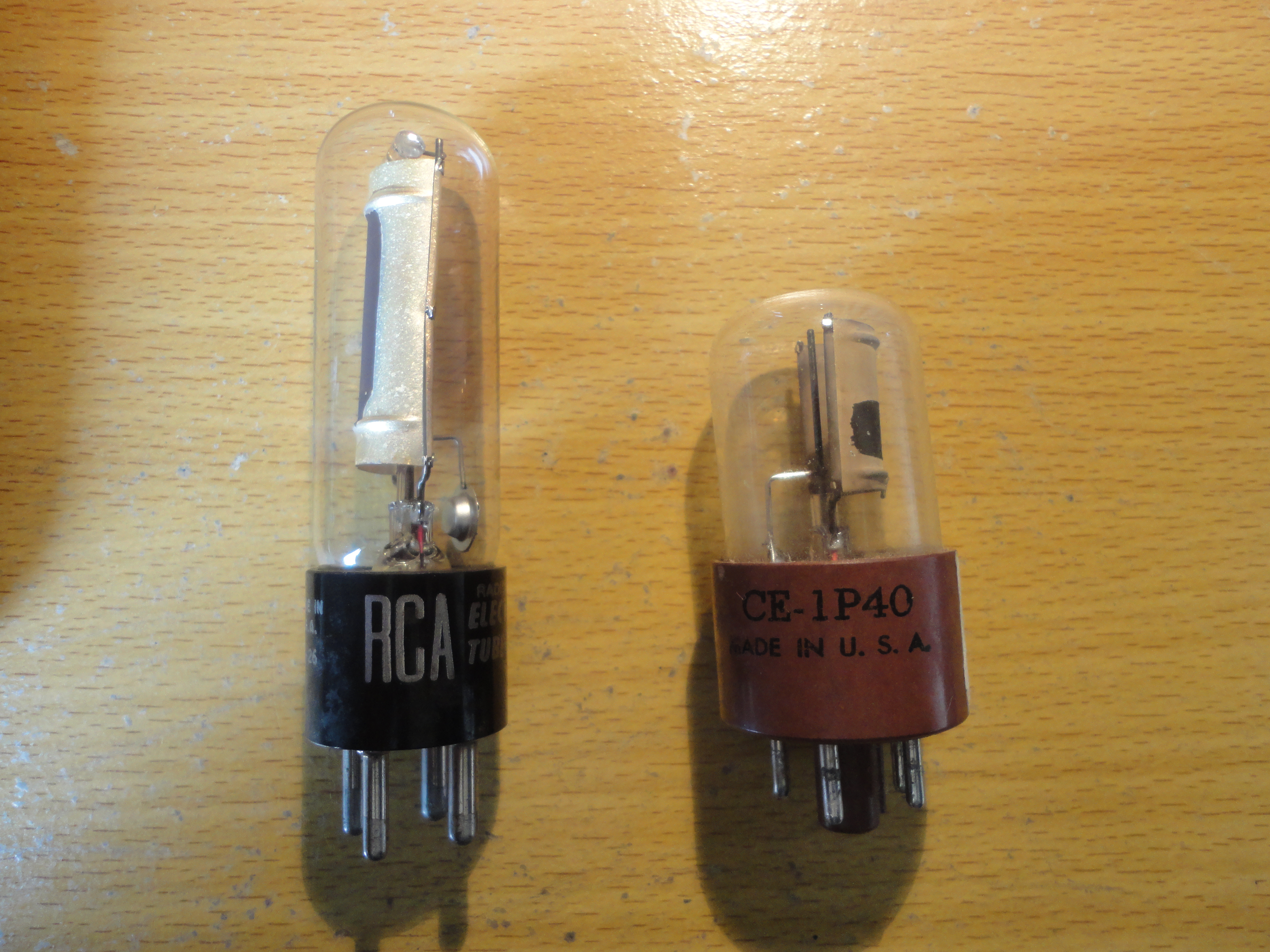
Dois tipos diferentes de fototubos

Um fototubo ou célula fotoelétrica é um tipo de tubo cheio de gás ou a vácuo que é sensível à luz. Tal tubo é mais corretamente chamado de “célula fotoemissiva” para distingui-lo das células fotovoltaicas ou fotocondutoras . Os fototubos eram anteriormente mais amplamente utilizados, mas agora são substituídos em muitas aplicações por fotodetectores de estado sólido. O tubo fotomultiplicador é um dos detectores de luz mais sensíveis e ainda é amplamente utilizado em pesquisas físicas.

## Aplicações
Uma das principais aplicações do fototubo foi a leitura de trilhas sonoras ópticas para filmes projetados. Os fototubos foram usados em uma variedade de aplicações de detecção de luz  até que alguns foram substituídos por fotorresistores e fotodiodos.